# Y-front (TV-program)
Y-front var ett svenskt TV-program som sändes av Kanal 5 hösten 1999 och producerades av Titan Media (samma bolag som stod bakom sucèn Silikon). Det leddes av supermodellen Emma Warg och var ett s.k. "grabbprogram" - reportage från ett grabbperspektiv varvade med baddräktsmodeller och nakna bröst. Paulo Roberto var en av programmets reportrar.
Programmet blev kortlivat. Det kritiserades för att vara sexistiskt och objektifiera kvinnor. I januari 2000 slutade det sändas.

## Mediabevakning
- Aftonbladet: "Emma klar för nya grabbprogrammet"